# Draba barclayana
Draba barclayana är en korsblommig växtart som beskrevs av Al-shehbaz. Draba barclayana ingår i släktet drabor, och familjen korsblommiga växter. Inga underarter finns listade i Catalogue of Life.